# Viola fuscifolia
Viola fuscifolia W.Becker – gatunek roślin z rodziny fiołkowatych (Violaceae). Występuje naturalnie w Peru. 

## Morfologia
PokrójBylina dorastająca do 10–20 cm wysokości, tworzy kłącza.
LiścieBlaszka liściowa ma owalny kształt. Mierzy 1,5 cm długości oraz 0,5–2 cm szerokości, jest karbowana na brzegu, ma zbiegającą po ogonku nasadę i ostry wierzchołek. Ogonek liściowy jest nagi. Przylistki są lancetowate.